# اد بارنز
اد بارنز (انگلیسی: Ed Burns؛ زادهٔ ۲۹ ژانویهٔ ۱۹۴۶) فیلم‌نامه‌نویس، و تهیه‌کننده فیلم اهل ایالات متحده آمریکا است.
وی همچنین برندهٔ جوایزی همچون جایزه انجمن نویسندگان آمریکا شده‌است.